# Klaus Eichler
Klaus Eichler (* 11. Oktober 1939 in Halle) war ein Partei- und Sportfunktionär in der DDR. Er war von 1988 bis 1989 Präsident des Deutschen Turn- und Sportbundes.

## Leben
Eichler wurde als Sohn eines Technikers geboren und absolvierte nach dem Besuch der Schule von 1954 bis 1957 eine Ausbildung zum Chemiefacharbeiter im VEB Elektrochemische Werke Ammendorf. 1954 trat Eichler in FDJ ein und wurde 1962 Mitglied der SED. Von 1962 bis 1964 war Eichler Erster Sekretär der FDJ-Kreisleitung der Leuna-Werke „Walter Ulbricht“. Gleichzeitig nahm er ein Studium an der Ingenieur-Schule in Köthen auf, welches er 1964 als Chemieingenieur abschloss. Nach einem Lehrgang an der Parteihochschule Karl Marx in Berlin wurde Eichler 1965 Erster Sekretär der FDJ-Bezirksleitung Frankfurt (Oder), welcher er bis 1974 blieb. Gleichzeitig war er Mitglied der SED-Bezirksleitung und seines Sekretariats sowie Abgeordneter des Bezirkstages Frankfurt (Oder). Auf dem VII. Parlament der FDJ wurde er am 1. Juni 1963 in den Zentralrat gewählt. Von 1965 bis 1967 und von 1974 bis 1984 war er auch Mitglied des Büros des Zentralrats der FDJ. 1974 wurde Eichler zum Generaldirektor des FDJ-Reisebüros Jugendtourist ernannt. Parallel dazu absolvierte er ein Fernstudium an der Deutschen Akademie für Staats- und Rechtswissenschaften, welches er 1975 mit dem Titel eines Diplom-Staatswissenschaftlers beendete. 1984 endete Eichlers FDJ-Karriere. Als Direktor von Jugendtourist von 1974 bis 1984 auch wieder dem Zentralrat der FDJ angehörig, wechselte er nun zum Sport.
Eichler war von 1984 bis 1986 zunächst Vizepräsident, ab 1986 1. Vizepräsident des DTSB und gleichzeitig Mitglied des NOK der DDR. Am 22. August 1988 wurde von Erich Honecker die Ablösung des amtierenden DTSB-Präsidenten Manfred Ewald abgesegnet. Das für Sport zuständige Politbüromitglied Egon Krenz hatte auf diese Entscheidung gedrängt und Erich Honecker folgendes vorgeschlagen:

„Unmittelbar nach dem Olympia-Ball sollte der Bundesvorstand des DTSB zusammentreten, Manfred Ewald in Ehren verabschieden und Klaus Eichler zum Präsidenten des DTSB wählen. Falls dieses Herangehen Deine Zustimmung findet, würde ich noch in dieser Woche das Sekretariat des DTSB von der Bitte Manfred Ewalds informieren, aus gesundheitlichen Gründen von seiner Funktion als Präsident des DTSB abberufen zu werden.“

Honecker hatte vorher Rudolf Hellmann als Kandidaten vorgesehen. Dieser setzte sich jedoch zusammen mit Krenz für Eichler ein. Am 5. November 1988 wurde offiziell Ewalds Rücktritt aus gesundheitlichen Gründen bekannt gegeben. Eichler versuchte, vor allem dem Breitensport neue Impulse zu geben, wurde aber von der politischen Entwicklung eingeholt. Trotz der Anpassung an neue gesellschaftliche Entwicklungen, denen Eichler unter anderem mit der Zulassung neuer Sportverbände entgegenkam, wurde sehr bald sein Rücktritt gefordert. Er trat im Dezember 1989 zurück. Ende Januar 1990 wurde Eichler dann bei einer Vorstandstagung aus dem DTSB ausgeschlossen.
1990 war er zunächst Mitglied der Wahlkampfleitung der SED-Nachfolgepartei PDS.
Im selben Jahr wurde er Geschäftsführer des Reisebüros „Touristik und Kontakt International“ (TUK), das unter anderem Reisen mit ehemaligen DDR-Prominenten wie Radrennfahrer Täve Schur, Maler und Bildhauer Willi Sitte, Außenminister Oskar Fischer und Kosmonaut Sigmund Jähn anbot. 1993 organisierte Eichler die Ausreise Erich Honeckers von Deutschland nach Chile.

## Ehrungen
Klaus Eichler wurde 1973 und 1982 mit dem Vaterländischen Verdienstorden ausgezeichnet.